# Euleu
|  | Per a altres significats, vegeu «Riu Euleu». |

Euleu (grec antic: Εὐλαῖος; llatí: Eulaeus) fou un eunuc que va arribar a regent d'Egipte en nom del jove de 13 anys Ptolemeu VI Filomètor (180 aC-164 aC) a la mort de Cleòpatra I, que havia estat regent del seu fill Ptolemeu del 180 aC al 176 aC).
Es diu que el jove rei va ser criat per Euleu entre un gran luxe, i van viure en relació homosexual i amb gran luxúria. Euleu esperava poder tenir dominat al jove faraó a través de la corrupció i la debilitat de Ptolemeu.
Euleu va refusar les peticions d'Antíoc IV Epífanes (174 aC-164 aC) sobre Celesíria i Palestina i va portar a Egipte a una desastrosa guerra amb els selèucides l'any 171 aC. En parlen Polibi i Titus Livi.